# Agnesi (krater)
Agnesi är en nedslagskrater med en diameter på ungefär 42 kilometer, på planeten Venus. Agnesi har fått sitt namn efter den italienska matematikern Maria Gaetana Agnesi.